# 4Arm
4Arm ist eine australische Thrash- und Groove-Metal-Band aus Melbourne.

## Geschichte
Die Band wurde im Jahr 2004 von den Gitarristen Johnny Glovasa und Danny Tomb, dem Bassisten Andy Hinterreiter und dem Schlagzeuger Michael Vafiotis gegründet. Tomb übernahm zudem den Gesang. 2005 folgte das Debütalbum 13 Scars, dem 2010 The Empires of Death in Eigenveröffentlichung folgte. Es folgten eigene Touren in ganz Australien, sowie eine Tournee zusammen mit Testament. Daraufhin erreichte die Band einen Vertrag bei Rising Records,  worüber Anfang Februar 2012 das Album Submission for Liberty erschien. Das Album wurde von Matt Hyde (Slipknot, Machine Head, Trivium, Kreator) abgemischt und erhielt Rezensionen im Terrorizer und dem deutschen Metal Hammer. Es folgten Touren durch die USA, Großbritannien und Europa. Zudem ging die Band auf eine weitere US-Tournee zusammen mit Testament und Overkill. 2012 trat die Band zudem auf dem Download-Festival auf. Danach verließ Gitarrist Johnny Glovasa die Band und sollte zunächst durch Markus Johansson ersetzt werden. Letztendlich kam jedoch James Munro als Live-Gitarrist zur Band. Es folgten Auftritte in den USA zusammen mit Gojira und Slayer. Anfang 2014 verließ Frontmann Danny Tomb die Band.

## Stil
Laut Laut.de wurde die Band anfangs stark durch Gruppen wie Pantera und Machine Head beeinflusst. Auf 13 Scars würden sich die Grooves meist mit mittlerem Tempo bewegen. Auf The Empires of Death seien Einflüsse von Bands wie Down, Orange Goblin und ein wenig Tool hörbar. Submission for Liberty lasse Einflüsse von Exodus und Slayer erkennen, während der Gesang an den von Ramallah erinnere. Laut Thomas Strater vom Metal Hammer spiele die Band auf Submission for Liberty technisch versierten Thrash Metal, der „zackig geradeaus und mit immensem Mitwipp- und Mosh-Faktor“ sei. Das Album sei vergleichbar mit den Werken von Trivium und Machine Head, gemischt mit klanglichen Parallelen zu Thrash Metal aus der San Francisco Bay Area.

## Diskografie
- 2005: 13 Scars (Album, Green Records)
- 2010: The Empires of Death (Album, Eigenveröffentlichung)
- 2010: Carnal (Single, Eigenveröffentlichung)
- 2012: Submission for Liberty (Album, Rising Records)
- 2015: Survivalist (Album, Eigenveröffentlichung)
- 2023: „Pathway to Oblivion“ (Album, Eigenveröffentlichung)